# 하이메 가빌란
하이메 가빌란 마르티네스(스페인어: Jaime Gavilán Martínez, 1985년 5월 12일 ~ )는 하이메 가빌란으로 불리는 스페인의 축구 선수이다. K리그 등록명은 가빌란이었다. 프리메라리가에서 12시즌 간 뛰며 총 203경기에 출전하여 11득점을 기록하였다.

## 축구인 경력

### 클럽 경력
발렌시아 CF의 유소년 팀을 거쳐 2003년 4월 19일 레알 바야돌리드와의 경기에서 17세 11개월의 나이로 프로 데뷔전을 치렀다. 이후 2003-04 시즌까지는 B팀에서 활약하였다.
2004-05 시즌을 앞두고 세군다 디비시온의 CD 테네리페로 임대 이적하여 주전으로 활약하며 리그 30경기에 출전하여 3골을 기록하였고 2005-06 시즌엔 프리메라리가 소속의 헤타페로 임대 이적하여 32경기에 나서 4골을 기록하였다. 임대에서 복귀하였으나 굳건하게 주전 왼쪽 윙어 주전 자리를 지키고 있는 비센테 로드리게스와의 주전 경쟁에서 밀려 2007년 11월 다시 헤타페로 임대 이적하였다.
2008년 7월 15일 헤타페로 완전 이적하였다. 이후 2013-14 시즌까지 리그 106경기에 출전하여 3골을 기록하였다.
2014-15 시즌을 앞두고 레반테로 이적하여 반 시즌 간 활약한 후 그리스의 플라타니아스로 이적하였다.
2015년 6월 18일 인도 슈퍼리그의 아틀레티코 콜카타에 입단하여 팀의 플레이오프 진출에 기여하였다.
2016년 1월 26일 대한민국 K리그 클래식의 수원 FC로의 이적이 발표 되었고, 화려했던 과거의 커리어 탓에 큰 기대를 모았으나, 별 활약을 보이지 못한채 2017시즌 중반 팀과의 계약을 해지하였고, 첸나이 FC로 이적하며 인도 무대로 복귀하였다.

### 국가대표 경력
스페인의 각 급 대표팀으로 활약하며 다비드 실바, 페르난도 요렌테, 세스크 파브레가스 등과 함께 2004년 UEFA U-19 축구 선수권 대회와 2005년 U-20 월드컵 등에 출전하였다.